# 1573
1573 (MDLXXIII) a fost un an comun al calendarului iulian, care a început într-o zi de joi.

## Evenimente
- Dieta de la Cluj proclamă principiul libertății religioase.
- Sfârșitul Perioadei Muromachi (Ashikaga) (1333-1573) și începutul Perioadei Azuchi-Momoyama (Shokuho), (1573-1603), (vezi Cronologia împăraților Japoniei).

## Nașteri
- 26 aprilie: Maria de Medici, regină a Franței, a doua soție a lui Henric al IV-lea (d. 1642)

## Decese
- 7 iulie: Jacopo Barozzi arhitect italian (n. 1507)
- 7 septembrie: Ioana a Spaniei  (n. 1535)
- 2 martie: Johann Wilhelm, Duce de Saxa-Weimar  (n. 1530)
- 15 iunie: Antun Vrančić  (n. 1504)
- dată necunoscută: Hans Eworth  (n. 1520)
- dată necunoscută: Lőrinc Wathay  (n. ?)